# Micky Fenton
Michael Fenton, più conosciuto con il diminutivo Micky Fenton (Stockton-on-Tees, 30 ottobre 1913 – Stockton-on-Tees, 5 febbraio 2003) è stato un calciatore inglese, di ruolo attaccante.

## Carriera

### Club
Esordisce tra i professionisti nella stagione 1932-1933 con la maglia del Middlesbrough, club della prima divisione inglese, con cui realizza una rete nella sua unica presenza stagionale in campionato. Nella stagione 1933-1934 continua a far parte della rosa del Boro come riserva (3 presenze), mentre dalla stagione 1934-1935 inizia a giocare con maggiore regolarità, andando in rete per 8 volte in 21 partite di campionato. Dopo un'ulteriore stagione da riserva (6 presenze senza reti), nella stagione 1936-1937, all'età di 23 anni, si impone come centravanti titolare del club, realizzando 22 reti in 35 partite di campionato, a cui aggiunge ulteriori 24 reti in 36 presenze nella First Division 1937-1938 (nella stagione in questione realizza peraltro anche le sue prime 2 reti in carriera in FA Cup), che si rivelerà essere uno dei suoi campionati più prolifici in carriera alla pari con la First Division 1938-1939, in cui realizza ulteriori 24 reti in 33 presenze. La sua carriera viene tuttavia influenzata pesantemente dalla Seconda guerra mondiale e dalla sospensione per motivi bellici dei campionati: tra il 1939 ed il 1946 (ovvero dai 26 ai 33 anni di età), dopo 3 stagioni da oltre 20 reti a campionato, si ritrova infatti forzatamente inattivo. Dopo 7 reti in altrettante presenze nella FA Cup 1945-1946, nella stagione 1946-1947 torna a giocare anche in campionato, realizzando 18 reti in 40 presenze. L'anno seguente, nonostante i 34 anni di età, vive un'ultima stagione da protagonista, mettendo a segno 28 reti in 40 presenze nella First Division 1947-1948. Nella stagione 1948-1949 continua poi a giocare con buona regolarità, totalizzando 12 reti in 24 presenze, ma si tratta di fatto della sua ultima stagione in carriera: l'anno seguente gioca infatti solamente una partita, la sua numero 240 in carriera nella prima divisione inglese (con 147 reti segnate).
Considerando anche le 15 reti in 29 presenze in FA Cup, ha segnato in totale 162 reti in 269 partite ufficiali con la maglia del Middlesbrough (e, di conseguenza, anche in assoluto in carriera, non avendo giocato in altri club), club di cui è il quinto miglior marcatore di tutti i tempi.

### Nazionale
Ha giocato la sua unica partita in nazionale il 9 aprile 1938, in un incontro perso per 1-0 contro la Scozia a Wembley.